# Parafia św. Józefa Oblubieńca Najświętszej Maryi Panny w Baranowie (archidiecezja poznańska)
Parafia Świętego Józefa Oblubieńca Najświętszej Maryi Panny – rzymskokatolicka parafia znajdująca się we wsi Baranowo, w gminie Tarnowo Podgórne, w powiecie poznańskim. należy do dekanatu przeźmierowskiego.